# Дзанетти, Кристиано
Кристиано Дзанетти (итал. Cristiano Zanetti; род. 14 апреля 1977, Каррара) — итальянский футболист, полузащитник. Последним клубом игрока была «Брешиа».
Кристиано перешёл в Юве на правах свободного агента в июле 2006 года несмотря на разгоревшийся скандал в Серии А в результате которого Ювентус сослали в Серию B. За свою карьеру Дзанетти выиграл всего лишь одно скудетто с Ромой. Кристиано также выступал за сборную Италии на Чемпионате мира 2002 года и Чемпионата Европы 2004 года. Однако его не вызывали в сборную с 2004 года.
10 августа 2009 Дзанетти перешёл в «Фиорентину». 31 января 2011 года игрок подписал контракт с клубом «Брешиа» сроком до июня 2012 года, став вторым новичком команды после Давиде Ланцафаме.

## Клубная карьера
Первым профессиональном Кристиано стала «Фиорентина» (1993—96), затем перешёл в Венецию (1996—97). В сезоне 1997/1998 Дзанетти играл за «Реджину», прежде чем присоединится к обладателю Кубка УЕФА 1997/98 — «Интернационале» из Милана в возрасте 21 года в 1998 году, где он играл вместе со своим тезкой, не имеющим никакого родства с ним, легендарным игроком «Интера» — аргентинским защитником Хавьером Санетти (Дзанетти). Дзанетти дебютировал за клуб 26 августа 1998 года в мачте против «Сконто», а затем отправился в аренду в «Кальяри» с ещё одним игроком миланцев — Мохаммедом Каланом. Во время своего пребывания в «Фиорентине», он выиграл Кубок Италии в 1996 году.

## Достижения

### Фиорентина
Кубок Италии 95/96
Победитель Серия Б 93/94

### Рома
Чемпионат Италии 2000/2001

### Интер
Чемпионат Италии 2005/2006
Кубок Италии 2004/2005 2005/2006
Супрекубок Италии 2005/2006

### Ювентус
Победитель Серии Б 2006/2007

### Сборная
Победитель Чемпионата Европы U21